# Arild (Vorname)
Arild ist die dänische und norwegische Variante des männlichen Vornamens Arnold.

## Weitere Varianten
Arno, Arnd, Arndt, Arne, Arness, Arnie, Arnulf, Erken, Onno, Ono, Ontje

## Namensträger
- Arild Andersen (* 1945), norwegischer Jazz-Bassist und Komponist
- Arild Askestad (* 1987), norwegischer Biathlet
- Arild Grande (* 1978), norwegischer Politiker
- Arild Hausberg (* 1955), norwegischer Politiker
- Arild Holm (1942–2024), norwegischer Skirennläufer
- Arild Huitfeldt (1546–1609), dänischer Politiker und Historiker
- Arild Midthun (* 1964), norwegischer Comiczeichner, Illustrator und Karikaturist
- Arild Monsen (* 1962), norwegischer Skilangläufer
- Arild Nyquist (1937–2004), norwegischer Schriftsteller
- Arild Rafalzik (1957–2018), deutscher Autor, Journalist, Musik- und Filmproduzent
- Arild Sandvold (1895–1984), norwegischer Kirchenmusiker
- Arild Stavrum (* 1972), norwegischer Fußballspieler und -trainer
- Arild Stubhaug (* 1948), norwegischer Autor und Mathematikhistoriker
- Arild Sundgot (* 1978), norwegischer Fußballspieler
- Arild Vatn (* 1952), norwegischer Ökonom